# Летопись журнальных статей
«Ле́топись журна́льных стате́й» — государственный библиографический указатель (ГБУ), выпускаемый Российской книжной палатой с целью текущего информирования о материалах, опубликованных в журналах и сборниках, выходящих в Российской Федерации на русском языке по всем отраслям знания.
Издаётся с 1926 года. Выходит еженедельно (52 выпуска в год).